# 朗根贝恩斯多夫
朗根贝恩斯多夫（德語：Langenbernsdorf）是德国萨克森州的市镇，隶属于茨维考县。总面积为36.37平方千米，截至2023年12月31日总人口为3,505人。